# Wilhelm Ludwig Deichmann

W. L. Deichmann

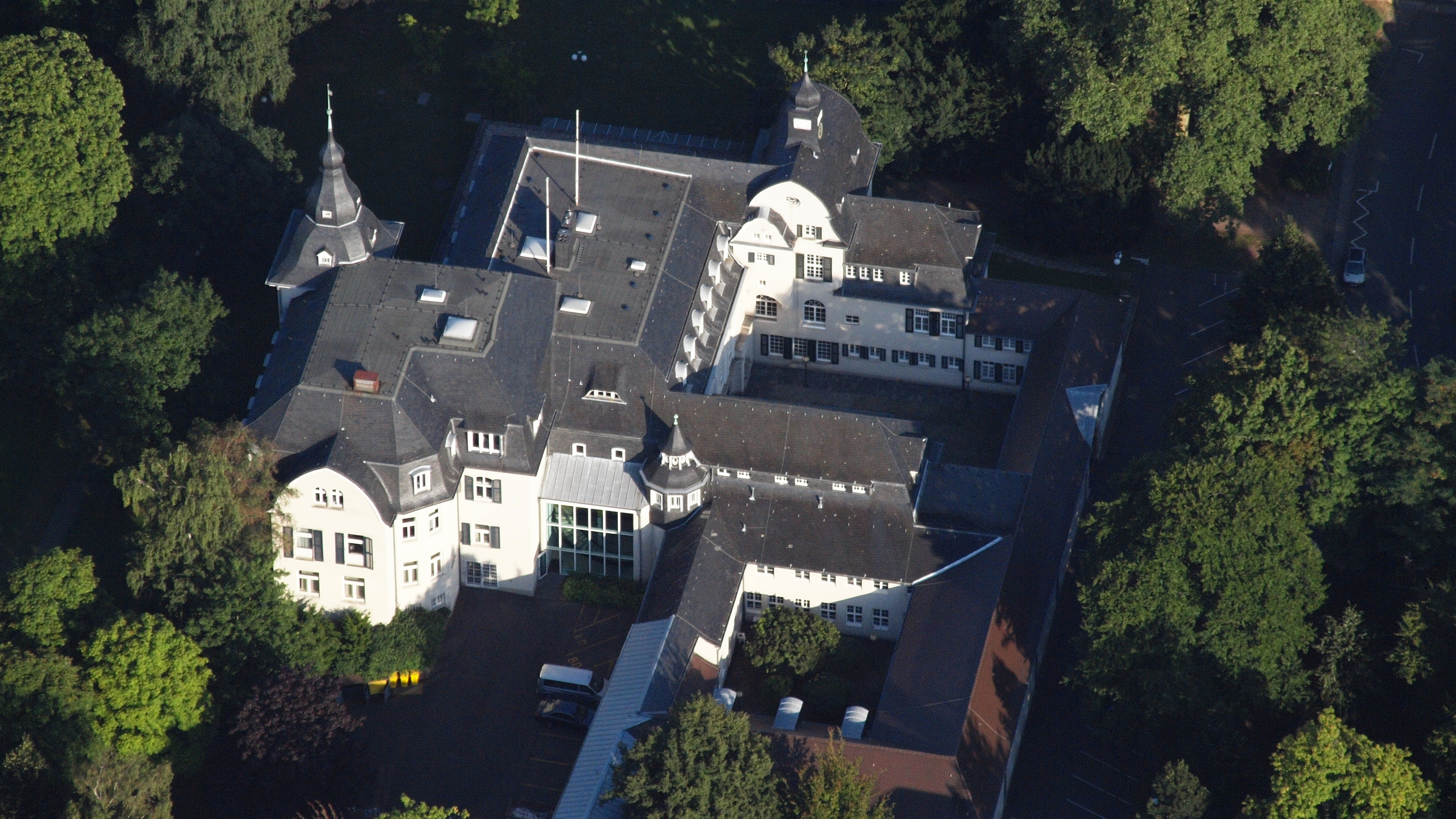
Schloss Deichmannsaue, Rüngsdorf

Wilhelm Ludwig Deichmann (* 3. August 1798 in Rodenberg; † 23. November 1876 in Mehlem) war ein deutscher Bankier.

## Leben
Deichmann, der dritte Sohn eines hessischen Beamten, heiratete am 26. Mai 1830 eine der Töchter des 1824 verstorbenen Kölner Bankiers Abraham Schaaffhausen, Elisabeth Jacobine Eleonore „Lilla“ Schaaffhausen. Durch diese Ehe wurde er noch im selben Jahr 1830 Leiter und Teilhaber des in Köln führenden Handels- und Bankhauses A. Schaaffhausen’scher Bankverein. 
Die Einbindung Deichmanns in die wohlhabende Familie diente nach dem Tod des Schwiegervaters und dem frühzeitigen Rückzug von seinen beiden Söhnen aus dem Geschäftsleben zur schnellen Besetzung der vakanten Positionen im Bankhaus. Die familiären und verwandtschaftlichen Beziehungen insbesondere bei Kölner Banken waren vielschichtig. So wurden in den Jahren zwischen 1821 und 1907 elf direkte eheliche Verbindungen innerhalb der Hauptstämme der Familien Herstatt, Deichmann, Stein und Schnitzler geschlossen.
Die Familie Deichmann kaufte 1836 bei Bonn ein barockes Schloss als Sommersitz (heute Schloss Deichmannsaue), das bald zu einem Treffpunkt der Gesellschaft wurde. So war dort am 1. September 1853 der gerade 20-jährige Johannes Brahms bei Familie Deichmann zu Besuch.
Deichmann behielt die Position als Bankier der Schaaffhausen’schen Bank noch nach ihrer Konsolidierung bis zum Herbst 1857 inne.
Nach seinem Tod wurde er in Köln auf dem Melaten-Friedhof in der Millionenallee begraben.

## Eigene Bank

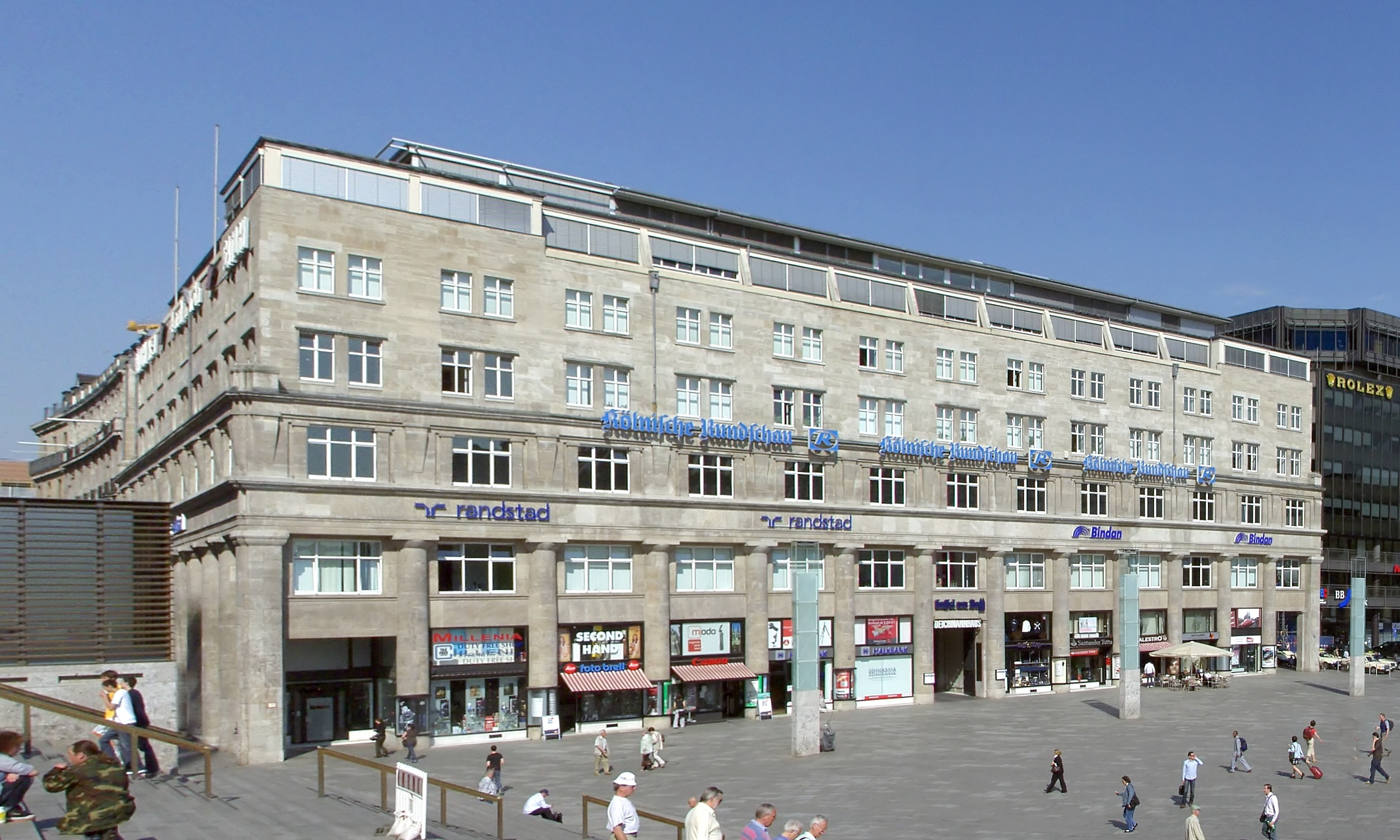
Deichmannhaus in Köln

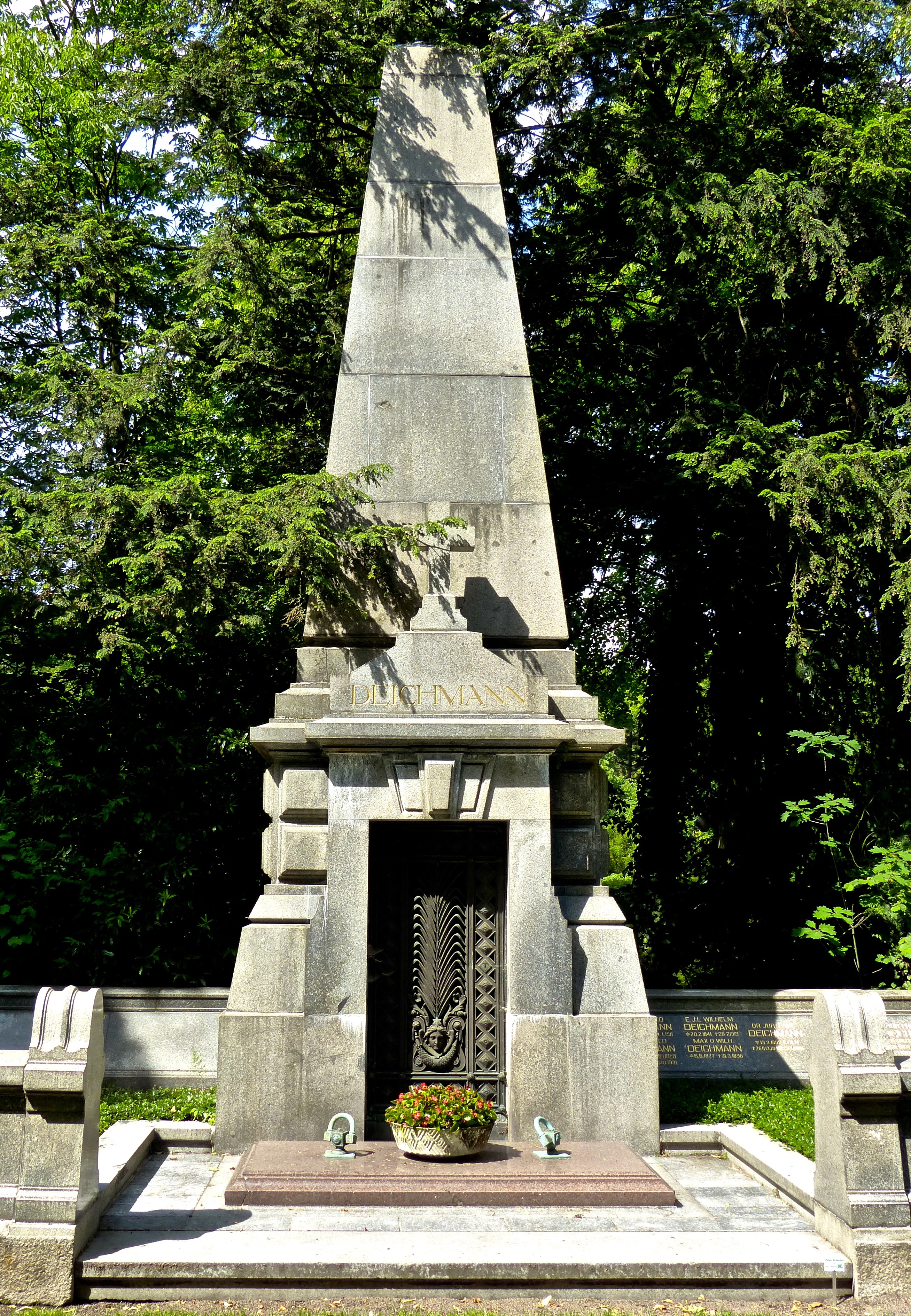
Familiengruft Deichmann auf dem Kölner Melaten-Friedhof
(MA zwischen HWG und Lit. P)

Deichmann war 1857 zusammen mit Adolph vom Rath Mitbegründer des Kölner Bankhauses Deichmann & Co., das an der Trankgasse neben dem 1868 bezogenen Wohnhaus der Familie residierte. Sein Bruder Adolf Deichmann (1811–1882) hatte bereits 1842 in Amsterdam ein gleichnamiges Bankhaus errichtet. Die Bank in Köln entwickelte sich stetig – wie alle Kölner Banken – durch Einstieg in die Industriefinanzierung und stärkte das Kölner Bankwesen. Deichmann & Co. wurde 1870 zu einer der Gründungsbanken der heutigen Deutsche Bank AG, Mitinhaber Adolph vom Rath war als Vertreter des Bankhauses Mitglied im Gründungskomitee und gehörte dem Verwaltungsrat an. Das Bankhaus wurde auch international erfolgreich, als es die in finanzielle Schwierigkeiten geratene belgische Waffenfabrik Établissements Pieper S.A. (Eigentum des aus Westfalen stammenden Heinrich Pieper) durch Neugründung zur Sanierung verhalf. Im Jahr 1862 beteiligte es sich maßgeblich am Ausbau des Maschinenbau-Unternehmens Henschel & Sohn.
Nach dem Tod des Vaters führten die Söhne Theodor (1837–1895), Otto (1838–1911) und Wilhelm (1841–1919) die Bank weiter; Letzterer war auch Sportfunktionär und Gründungsmitglied und Vorsitzender des Cölner Clubs sowie im Gründungsvorstand des Deutschen Ruderverbands. Deichmanns ältester Sohn Adolf (1831–1907) war Bankier in London und damit nicht in das operative Geschäft des Kölner Bankhauses eingebunden.
Für die inzwischen durch Karl-Theodor und Artur Deichmann geleitete Bank wurde 1913 an der Trankgasse nach Entwurf des Kölner Architekten Heinrich Müller-Erkelenz ein siebengeschossiges Büro- und Geschäftshaus mit Muschelkalk-Fassade errichtet, das als Deichmannhaus bekannt ist.
1927 war das Bankhaus im Kreditkonsortium des Klöckner-Konzerns vertreten. Am 24. September 1931 meldete das Bankhaus in Folge der Weltwirtschaftskrise wegen Zahlungsunfähigkeit Konkurs an.